# 한고은
한고은(1975년 3월 10일~)은 대한민국의 배우이다.
초등학교 6년 동안 전학을 8번 다녔다. 중학교 1학년 때 미국으로 이민을 갔으며 미국에서 학창 시절을 보내고 미국 국적을 취득한 재미 교포이다. 1995 슈퍼 엘리트 모델 선발대회 출신으로서 광고 모델로 활동하다가 1998년 영화 《태양은 없다》에 미미 역으로 출연해 연기자로 데뷔 했으며 이듬해 SBS의 《해피투게더》를 시작으로 텔레비전 드라마에서 주로 활동하였다. 2015년 8월 30일 4살 연하의 신영수(1979년생)와 결혼 하였다. 남편인 신영수는 현재 CJ오쇼핑에서 MD로 일하고 있다.

## 학력
- 써니힐스 고등학교(Sunny Hills High School)
- FIDM 대학교 의상디자인과 학사

## 연기 활동

### 드라마
| 연도 | 방송사     | 제목                                     | 역할        | 비고     |
| ---- | ---------- | ---------------------------------------- | ----------- | -------- |
| 1995 | SBS        | LA아리랑                                 | 샤나 한     |          |
| 1999 | MBC        | 청춘                                     |             |          |
| 1999 | SBS        | 미우나 고우나                            |             |          |
| 1999 | SBS        | 해피투게더                               |             |          |
| 1999 | SBS        | TV영화 러브스토리 - 유실물               | 수연        |          |
| 2000 | SBS        | 달콤한 신부                              |             |          |
| 2001 | SBS        | 메디컬 센터                              |             |          |
| 2001 | KBS2       | 아버지처럼 살기 싫었어                   | 화연        |          |
| 2002 | SBS        | 그 여자 사람잡네                         | 백상아      |          |
| 2003 | KBS2       | 보디가드                                 | 박유진      |          |
| 2004 | SBS        | 장길산                                   | 묘옥        |          |
| 2004 | KBS2       | 꽃보다 아름다워                          | 김미수      |          |
| 2005 | SBS        | 봄날                                     | 김민정      |          |
| 2005 | MBC        | 변호사들                                 |             |          |
| 2006 | SBS        | 사랑과 야망                              | 김미자      |          |
| 2007 | KBS2       | 경성스캔들                               | 차송주      |          |
| 2008 | MBC        | 천하일색 박정금                          | 사공유라    |          |
| 2009 | SBS        | 사랑은 아무나 하나                       | 오금란      |          |
| 2010 | KBS1       | 명가                                     | 한단이      |          |
| 2010 | MBC        | 신이라 불리운 사나이                     | 비비안 캐슬 |          |
| 2011 | MBC        | 나도, 꽃!                                | 박화영      |          |
| 2011 | KBS2       | KBS 드라마 스페셜 - 클럽 빌리티스의 딸들 | 강한나      |          |
| 2012 | MBN        | 수상한 가족                              | 천지인      |          |
| 2013 | MBC        | 불의 여신 정이                           | 인빈 김씨   |          |
| 2013 | MBC        | 사랑해서 남주나                          | 정유라      |          |
| 2015 | KBS 드라마 | Miss 맘마미아                            | 오주리      |          |
| 2018 | SBS        | 키스 먼저 할까요                         | 강석영      | 특별출연 |
| 2018 | MBN        | 설렘주의보                               | 한재경      |          |
| 2021 | JTBC       | 언더커버                                 | 고윤주      |          |
| 2022 | ENA        | 구필수는 없다                            | 남성미      |          |

### 영화
| 연도 | 제목            | 역할        | 비고 |
| ---- | --------------- | ----------- | ---- |
| 1999 | 태양은 없다     | 미미        |      |
| 2009 | 유감스러운 도시 | 차세린 경위 |      |
| 2015 | 검은손          | 정유경      |      |

### 뮤직비디오
- 1999년 포지션 - Blue Day
- 2001년 이수영 - Never Again
- 2003년 엠씨 더 맥스 - 사랑의 시
- 2004년 조은 - 슬픈 연가
- 2008년 김민종 - 이별도 사랑이다(천하일색 박정금 OST/드라마 장면 삽입)
- 2010년 박혜경 - 새 남자친구
- 2011년 베이지 - 술을 못해요

## 방송
- 2024년 TV조선 《식객 허영만의 백반기행》
- 2023년 채널A 《신랑수업》
- 2019년, 2020년 MBC 《선을 넘는 녀석들 - 리턴즈》
- 2019년 ENA, TV조선 《집밥천재 밥친구》
- 2019년 tvN 《미쓰 코리아》
- 2018년 SBS 《동상이몽 2 - 너는 내 운명》
- 2017년 KBS 《혼자 왔어요》
- 2016년 JTBC 《김제동의 톡투유 - 걱정 말아요! 그대》
- 2014년 MBC Every1 《로맨스의 일주일》
- 2014년, 2015년 JTBC 《마녀사냥》
- 2001년 KBS 《TV는 사랑을 싣고》
- 2001년 KBS 《연예가 중계》
- 1999년 MBC 《섹션TV 연예통신》

## 광고
- 1997년 KFC
- 1998년 KT PCS 016
- 1999년 휠라
- 1999년 한국GM 줄리엣 스포츠
- 1999년 하이트진로 하이트맥주
- 1999년 SK텔레콤 넷츠고
- 1999년 LG생활건강 프리지오
- 1999년 LG생활건강 더블리치 트리트먼트 샴푸
- 1999년 한화정보통신 G2
- 1999년 축협중앙회 목우촌햄
- 1999년 네슈라화장품 네슈라슬리핑마스크
- 2000년 해태음료 나는 카푸치노 (임재욱과 함께 출연)
- 2000년 공익광고협의회 제16대 국회의원 선거 공익광고 (이홍렬과 함께 출연, 펌프 잇 업을 소재로 함)
- 2000년 스포츠투데이
- 2001년 롯데제과 디아뜨
- 2001년 롯데칠성음료 히야 (정선희와 함께 출연)
- 2001년 JCB카드 슈퍼어드벤쳐21 이벤트
- 2004년 배상면주가 산사춘
- 2004년 LG텔레콤
- 2011~년 서희건설 서희스타힐스
- 2013년 CJ제일제당 팻다운
- 2018년 올컷

## 홍보대사
- 2009년 행정안전부 자전거 홍보대사
- 2010년 한국국제협력단 홍보대사

## 수상
- 2002년 SBS 연기대상 인기상
- 2003년 KBS 연기대상 인기상
- 2004년 KBS 연기대상 인기상
- 2007년 KBS 연기대상 여자조연상
- 2014년 제9회 아시아모델상시상식 모델스타상

## 참고 문헌
- 김지영, [스포트라이트] 자유분방한 말과 행동으로 화제 몰고 다니는 미녀스타 한고은 《여성동아》 (2001.7.5)
- 피소현 기자 (2004년 2월 13일). “제 연기 이제 괜찮나요- 한고은”. 한겨레신문. 2007년 11월 3일에 확인함.[깨진 링크(과거 내용 찾기)]